# Літературна маска
Літерату́рна ма́ска — вигаданий автор, якому приписується той або інший твір. 
Літературна маска є особливим типом літературного псевдоніма, що перетворює використання псевдоніма на літературний прийом. Створення літературної маски припускає, що тексти приписуються вигаданому авторові, наділеному власною більш-менш розгорнутою біографією, власними особистими якостями і літературними орієнтирами.
Літературна маска частіше використовується в сатиричній та гумористичній літературі, і в цьому випадку одна з цілей її створення — відділення приписаних вигаданому авторові текстів від іншої творчості справжнього автора, яка часто має досить мало спільного з відданими масці творами. Рідше зустрічається таке використання літературної маски, при якому автор не виступає в літературі також і від власного обличчя, а повністю віддає свої твори вигаданому авторові. 
Між літературною маскою і псевдонімом у вузькому сенсі слова можливі різні перехідні й спірні випадки. 